# Rajka stužková
Rajka stužková (Astrapia mayeri) je druh rajkovitého ptáka, který se endemicky vyskytuje v horských a podhorských oblastech na středozápadě Papui Nové Guineji. Samci mají extrémně prodloužená dvě středová ocasní pera dosahující délky až 1 m, samiččina dvě středová pera jsou hnědá a mnohem kratší.

## Systematika
Druh pro Západní vědu objevil Jack Hides (1906–1938), průzkumník Nové Guiney. Hidesovi se podařilo získat peří z rajky stužkové, které pak zažehlo zájem přírodovědce Freda Shawa Mayera, na jehož počest byl druh pojmenován. Rajka stužková se řadí do rodu Astrapia, který zahrnuje 5 druhů dlouhoocasých rajek.

## Popis
Délka těla samce dosahuje kolem 32 cm (125 cm s extrémně prodlouženými ocasními pery), váha se pohybuje mezi 134–164 g. Samice má na délku 35 cm (53 cm s prodlouženými ocasními pery) a váží 102–157 g.

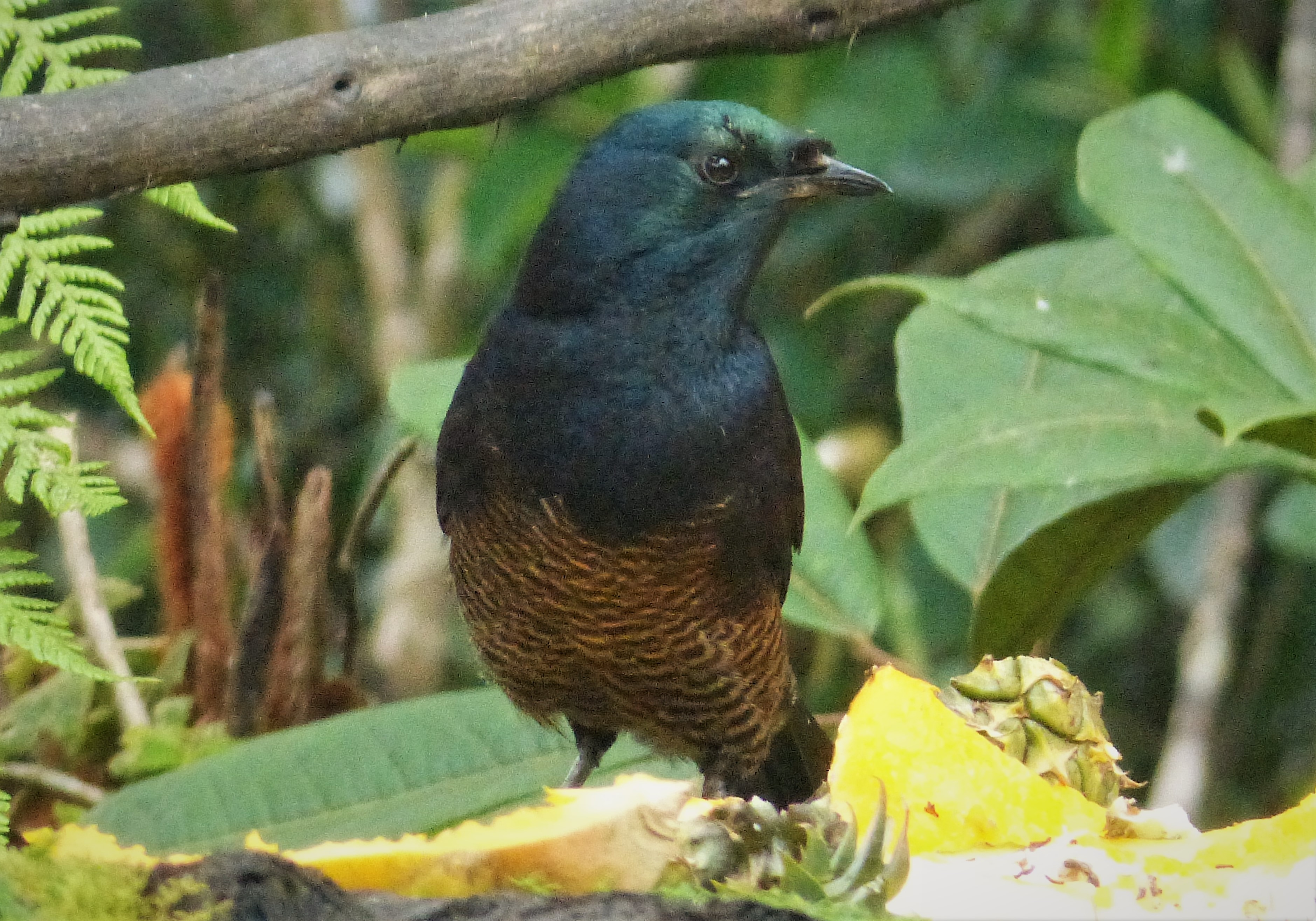
Samice s hnědočerně pruhovanou spodinou

Samec má převážně sametově černé opeření, které je na korunce, hrdle a hrudi extrémně zeleně iridiscentní. Nad zobákem se nachází výrazný chomáč černého peří. Dvě středová ocasní pera jsou extrémně prodloužená, bílá s černým zakončením. Tato pera jsou až třikrát delší než délka těla, což je jeden z největších, ne-li zcela největších poměrů ocasních per vzhledem k délce těla mezi všemi ptáky. Stejně jako ostatní části opeření, i tato pera samec každoročně shazuje během přepeřování. Pera slouží jako sekundární pohlavní znak a pomáhají samcům v lákání samic. Menší samice je spíše černohnědá a její dlouhý ocas je hnědý s bílými podélnými skvrnami. Spodina samice je žlutohnědá s černými tenkými příčnými pruhy.

## Rozšíření a populace
Rajka stužková je rozšířena v horských a podhorských oblastech střední Papui Nové Guiney od řeky Strickland cca 130 km na západ. Vyskytuje se v nadmořských výškách 1800–3450 m n. m., nejčastěji nad 2450 m n. m. Druh je v místech svého výskytu poměrně běžný až místně hojný. Stavy druhu jsou však patrně na velmi pomalém ústupu z důvodu kácení novoguinejských pralesů. Druh je nicméně částečně tolerantní k nepůvodním sekundárním lesům, takže ústup druhu je patrně jen velmi pomalý.

## Biologie

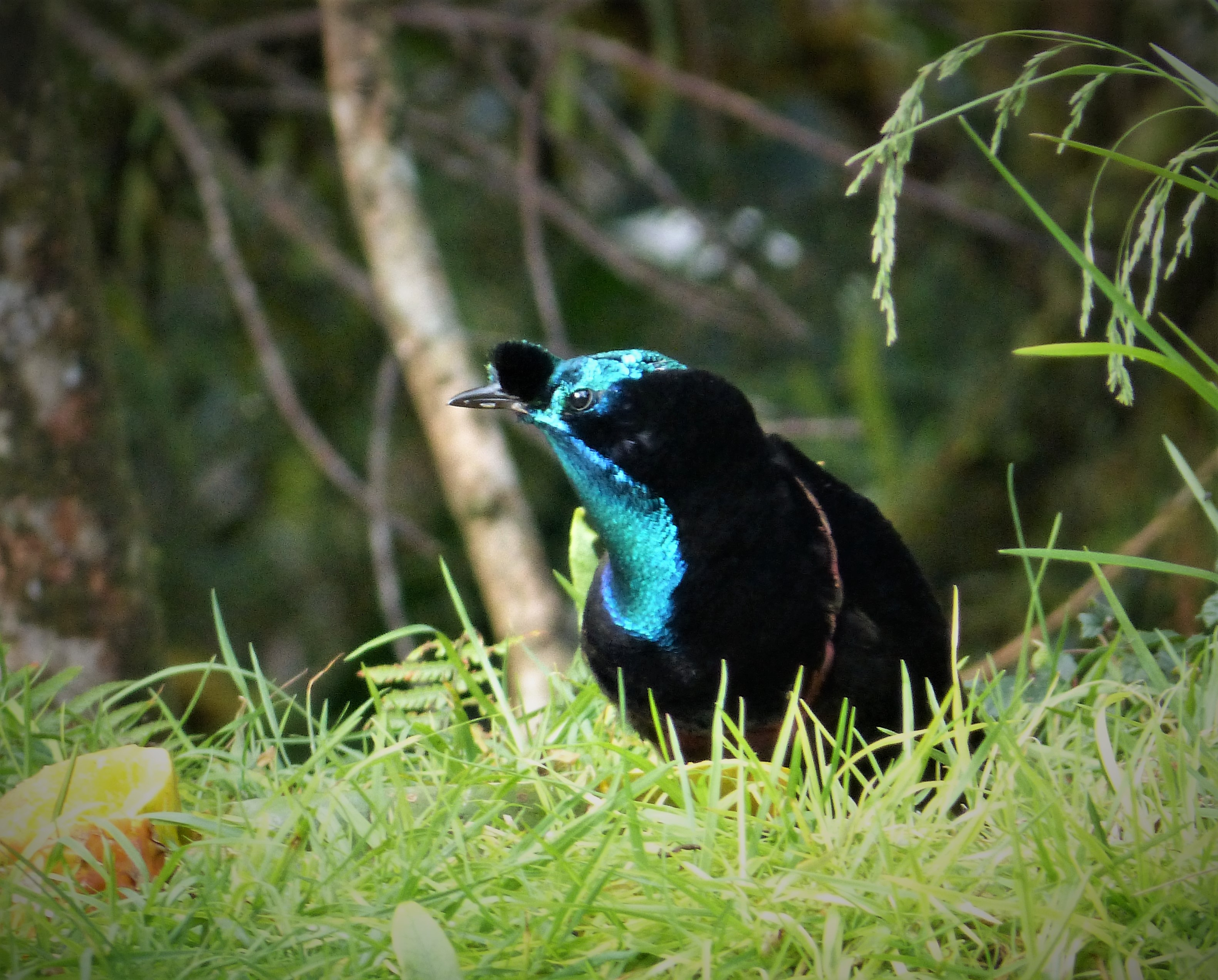
Detailnější pohled na samce s výraznou tmavě zeleně iridiscentní hlavou a hrudí

Živí se ovocem, nejčastěji aralkovitými rostlinami z rodu šeflera (Schefflera), jídelníček doplňuje členovci, pavouky a žábami, které hledá pod kůrou a v mechu rostoucích na stromech, občas i na zemi. Pohybuje se samostatně, občas v páru. Vydává hlasitý zvuk připomínající uach, uok nebo uit uit. K zahnízdění může patrně dojít celoročně. Druh je polygynní s rozmnožovacím systémem patrně na bázi leku, kdy samci skupinově předvádí samicím svá dlouhá ocasní pera.
K typickým vizuálním signálům samců během námluv patří např. poskakování samce na bidlu, třepotání křídel při otáčení na bidle, ovívání ocasních per nebo ritualizované klování do šíje samice. Po kopulaci se samci se samicemi snáší k zemi ve společných spirálovitých pohybech. K vizuálním prostředkům samic patří hlavně interakce se samci v době, kdy předvádí své vizuální namlouvací signály, a zatřepotání křídel. Hnízdo bývá ve stromoví 3–18 m nad zemí. Staví jej pouze samice, která do něj klade jen 1 vejce. Inkubuje pouze samice po dobu kolem 21 dní, ptáčata se osamostatňují po 25–29 dnech. Může se křížit s rajkou princezninou (Astrapia stephaniae).

## Ohrožení a ochrana
Celková populace druhu není ohrožena, pročež jej Mezinárodní svaz ochrany přírody hodnotí jako málo dotčený. Některé místní populace jsou v ohrožení kvůli kácení pralesů a lovu pro dlouhá ocasní pera.